# Gunnar Bull Gundersen
Gunnar Bull Gundersen (ur. 5 kwietnia 1929 w Stavanger – zm. 7 listopada 1993 w Ramnes) – norweski prozaik, poeta, dramaturg i dziennikarz.
Wcześnie stracił rodziców, dorastał w rodzinach zastępczych w różnych miejscach Norwegii. Kilka razy wyrzucano go za szkół. Po drugiej wojnie światowej wstąpił do norweskiej marynarki handlowej. W 1953 r. zdał egzaminy kapitańskie w Wyższej Szkole Morskiej w Oslo. W ramach swojej służby pływał do wielu portów Europy i świata.
Równolegle wykonywał zawód radiowca w rozgłośni NRK jako prezenter i szef działu słuchowisk teatralnych. Był entuzjastą muzyki jazzowej, w latach 1960–1970 prowadził audycję poświęconą tej tematyce.
Literacko debiutował w 1956 r. powieścią Om natten – en bakgårdsfantasi. Gundersen napisał 12 powieści, dobrze przyjętych przez krytykę i czytelników, pięć zbiorów opowiadań i felietonów, dwa tomy wierszy, trzy sztuki teatralne (w tym jedną Matros Tore Solem og hans skip z 1979 r. wspólnie z Jonem Micheletem). Norweskie i duńskie stacje radiowe wyemitowały też ponad 20 słuchowisk autorstwa bądź współautorstwa Gundersena.
Plastyczny i precyzyjny styl pisarski Gunnara Gundersena, wzbogacony wątkami autobiograficznymi, został zauważony i doceniony. W 1959 r. za powieść „Martin” otrzymał Nagrodę Literacką Krytyków Norweskich.